# 레오폴드 블라흐
레오폴드 블라흐(Leopold Wlach, 1902년 9월 9일 – 1956년 5월 7일)는 오스트리아의 클라리넷 연주자이자 클라리넷 교사였다. 블라흐는 빈 국립 오페라 빈 필하모닉에서 솔로 클라리넷을 공연했다.

## 생애
빈에서 태어난 블라흐는 빈 국립음악예술대학교에서 클라리넷을 배웠다.